# Michael Lancz
Michael Lancz (polnisch Michał Lancz, auch Lantz;* um 1470 in Kitzingen; † 1523 in Krakau) war ein Maler der Spätgotik und Frührenaissance, dessen Arbeiten im Umfeld des polnischen Königs Sigismund I. am Krakauer Hof geschaffen wurden.

## Leben
Michael Lancz wurde wohl um 1470 in der markgräflichen Stadt Kitzingen oder ihrem nahen Umland geboren. Über die Jugend und Ausbildung des Michael Lancz ist nichts bekannt. Der Historiker Klaus Arnold nimmt an, dass Michael Lancz in Nürnberg oder seinem Umland in die Lehre ging. Die polnische Königstochter Sofie war seit 1479 mit dem Markgrafen von Brandenburg-Ansbach, Friedrich dem Älteren verheiratet. Die Eheleute taten sich als Stifter hervor und brachten regionale Künstler auch mit ihren Verwandten in Kontakt.
Erstmals urkundlich erwähnt wurde der Maler im August des Jahres 1507. Er wurde damals „Michael Lantz von Kytczingen“ genannt, was einen Hinweis auf seine Herkunft aus der fränkischen Stadt gibt. Nochmals im Zusammenhang mit seiner Geburtsstadt tauchte Lancz am 26. Juni 1508 auf. Er bekam an diesem Tag ein Haus in der Breiten Gasse in Krakau übereignet. Die Lage des Hauses verweist auf die Bedeutung des Malers, der im gleichen Jahr sogar das königliche Schloss ausmalen durfte.
In einer weiteren Urkunde wurde bekannt, dass er mit einer gewissen Dorothea verheiratet war. Klaus Arnold vermutet, dass es sich bei dieser Frau um die ältere Witwe eines verstorbenen Malermeisters handelte. Lancz erbte von ihr die Werkstatt des Verstorbenen. Bis zu seinem Tod ehelichte Lancz erneut. Elisabeth, seiner zweiten Frau, übergab er 300 Gulden als Morgengabe. Aus dieser Ehe entstammte ein Sohn, der ebenfalls Michael hieß und 1537 genannt wurde.
Der Vater, Michael Lancz, war in den Jahren von vor 1507 bis 1523 in Krakau aktiv. 1507 erhielt er das Bürgerrecht Krakaus, er musste also bereits mehrere Jahre dort zuvor gewirkt haben und gründete eine eigene Werkstatt. 1517 wurde er zum Ältesten des Malerhandwerks in der Stadt gewählt. Michael Lancz wirkte als Hofmaler des polnischen Königs Sigismund des Älteren. Seine Arbeiten signierte er mit „ML“. Heute haben sich nur noch wenige Werke erhalten, die eindeutig Lancz zugeordnet werden können.

## Werke
Michael Lancz arbeitete als Hofmaler für den polnischen König und ist auch in Diensten des Krakauer Bischofs Johann VII. Konarski nachgewiesen. Nur zwei eindeutig ihm zugeordnete Werke haben sich heute in polnischen Museen erhalten. Daneben werden ihm einige Werke zugeschrieben.
- Der büßende heilige Hieronymus in der Wüste, 1507 (Erzdiözesanmuseum in Posen).
- Marienaltar, 1521 (teilweise erhalten im Krakauer Nationalmuseum, ursprünglich in der Konarski-Kapelle der Wawel-Kathedrale)

Zugeschriebene und verlorene Werke:
- 1508: Ausmalung des Wawel-Schlosses in Krakau (nur noch wenige Überreste erhalten, zugeschrieben[3])
- 1522: Bekehrung-des-Paulus-Altar (1940 von den Nationalsozialisten geraubt und seither verschollen, zuvor in der Krakauer Marienkirche)
- vor 1525: Buchillustration einer Handschrift mit altpolnischen Gebeten, heute in der Universitätsbibliothek München (zugeschrieben[3])